# 加加镇
加加镇（藏語：སྐྱ་སྐྱ་，威利转写：skya skya），是中华人民共和国西藏自治区日喀则市萨嘎县下辖的一个乡镇级行政单位。

## 行政区划
加加镇下辖以下地区：
加普村、杰村、达琼村、提吾卓那村和达桑村。